# Tribiano
Tribiano település Olaszországban, Lombardia régióban, Milánó megyében. Lakosainak száma 3717 fő (2023. január 1.). Tribiano Colturano, Dresano, Mediglia, Mulazzano és Paullo községekkel határos.

## Népesség
A település lakossága az elmúlt években az alábbi módon változott:
| Lakosok száma | 3477 | 3545 | 3487 | 3717 |
|               | 2013 | 2017 | 2018 | 2023 |